# Воронович, Михаил Михайлович
Михаи́л Миха́йлович Вороно́вич (1868 — ноябрь 1918) — последний бессарабский губернатор, после революции — министр исповеданий в правительстве гетмана Скоропадского.

## Биография
Из потомственных дворян. Землевладелец Киевской губернии (родовое имение в 1000 десятин).
В 1890 году окончил Императорское училище правоведения с золотой медалью и поступил на службу по Министерству юстиции, был командирован для занятий в канцелярию 1-го департамента Сената.
Затем состоял товарищем прокурора Ломжинского (1897—1900), Новгородского (1900—1903) и Санкт-Петербургского (1903—1906) окружных судов. Во время русско-японской войны находился на фронте в качестве уполномоченного Красного Креста.
Будучи хорошо знаком с вопросом крестьянского землеустройства, 22 сентября 1906 года занял должность начальника Херсонско-Бессарабского управления земледелия и государственных имуществ, располагавшегося в Одессе. 6 декабря 1908 года произведён в действительные статские советники. В 1915 году был назначен Бессарабским губернатором и состоял в этой должности до Февральской революции, когда был уволен по собственному желанию.
После Октябрьской революции стал одним из главных деятелей Союза земельных собственников на Украине. Был делегатом от Киевской губернии на съезде хлеборобов 29 апреля 1918 года, провозгласившем генерала Скоропадского гетманом Украины. Состоял товарищем министра внутренних дел в кабинете министров Ф. А. Лизогуба, а затем министром вероисповеданий в кабинете С. Н. Гербеля.
В ноябре 1918 года был командирован на Ясское совещание, чтобы информировать союзников о положении дел на Украине и о намерении гетманского правительства поддержать Белые армии в борьбе с большевиками. В конце ноября был схвачен петлюровцами на станции Жмеринка и после пыток убит.

## Награды
- Орден Святой Анны 3-й ст. (1901)
- Орден Святого Станислава 2-й ст.
- Орден Святого Владимира 4-й ст.
- Орден Святого Владимира 3-й ст. (1912)
- Орден Святого Станислава 1-й ст. (1914)
- Высочайшая благодарность (1916)
- медаль «В память царствования императора Александра III»
- медаль «В память 300-летия царствования дома Романовых»
- Знак отличия «за труды по землеустройству»